# Giliante D’Este

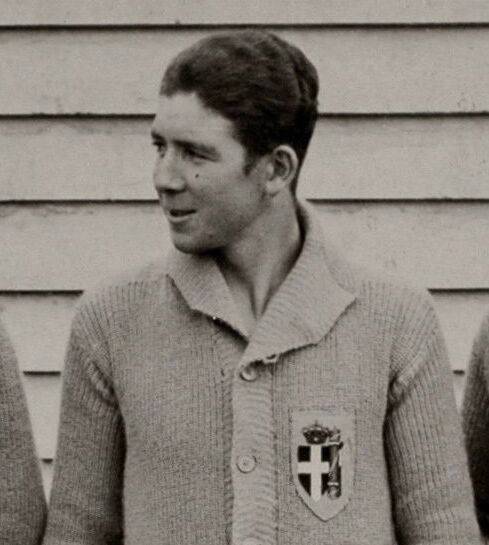
Giliante D’Este (1928)

Giliante D’Este (* 23. März 1910 in Izola; † 24. April 1996 in Rom) war ein italienischer Ruderer und Olympiasieger.
D’Este ruderte in seiner Heimatstadt, die 1918 von Cisleithanien an Italien gefallen war, für SN Pullino. Bei den Olympischen Spielen 1928 gewann der italienische Vierer mit Steuermann in der Besetzung Valerio Perentin, Giliante D’Este, Nicolò Vittori, Giovanni Delise und Steuermann Renato Petronio die Goldmedaille mit fünfzehn Sekunden Vorsprung vor dem Boot aus der Schweiz. 1929 siegten die Italiener in der gleichen Besetzung bei den Europameisterschaften gegen das dänische Boot.
Nach seinem Wechsel nach Rom schloss sich D’Este dem Verein Circolo Canottieri Aniene an. Bei den Europameisterschaften 1931 gewann der Vierer mit Antonio Provenzani, Francesco Cossu, Giliante D’Este, Antonio Ghiardello und Steuermann Emilio Gerolimini. Bei den Olympischen Spielen 1932 traten die Römer im Vierer ohne Steuermann an. Provenzani, D’Este, Cossu und Ghiardello belegten mit einer Sekunde Rückstand auf den deutschen Vierer den dritten Platz, fast sechs Sekunden hinter den britischen Siegern.
1935 ruderte D’Este wieder für SN Pullino. Bei den Europameisterschaften in Berlin waren erstmals seit dem Ersten Weltkrieg wieder die Deutschen am Start und siegten im Vierer mit Steuermann vor den Franzosen und dem italienischen Vierer mit Valerio Perentin, Giliante D’Este, Nicolò Vittori, Umberto Vittori und Renato Petronio. Bei den Olympischen Spielen 1936 siegten die Deutschen vor den Schweizern und den Franzosen. Der italienische Vierer in der gleichen Besetzung wie 1935 erreichte nach einer Vorlaufniederlage gegen die Schweizer im Zwischenlauf nur den dritten Platz hinter Ungarn und Polen, nur die Sieger der Vorläufe und die Sieger der Zwischenläufe erreichten das Finale.
1927 und 1928 mit SN Pullino und 1932 mit CC Aniene war D’Este italienischer Meister.